# Сосенко, Константин Фёдорович
Константи́н Фёдорович Сосе́нко (укр. Костянтин Федорович Сосенко; род. 26 сентября 1969, Соколовское, Кировоградская область) — украинский футболист, защитник, ныне футбольный агент.

## Биография
Начал профессиональную карьеру в кировоградской «Звезде» во Второй лиге СССР. С 1992 года по 1995 год выступал за «Полиграфтехнику». Зимой 1995 года попал в винницкую «Ниву».
В Высшей лиге дебютировал 21 апреля 1995 года в матче против иванофранковского «Прикарпатья» (3:1). После играл за днепропетровский «Днепр», киевский ЦСКА, «Борисфен», ивано-франковские «Прикарпатье» и «Черногору».
Профессиональную карьеру закончил в узбекском клубе «Пахтакор». После играл в любительских клубах «Европа» (Прилуки) и «Заря» (Гайворон).
В 1998 принял приглашение Пожечевского выступить за сборную Туркменистана на Азиатских играх в Таиланде. В итоге, он сыграл несколько игр (против Южной Кореи, Индии), вышел вместе с командой в 1/4 турнира. Больше за сборную не играл.
Один из первых на Украине стал лицензированным футбольным агентом. Основатель футбольного агентства С. В. С. Среди его клиентов — Руслан Бидненко, Владимир Гоменюк, Александр Ковпак, Павел Пашаев, Ярослав Ракицкий, Виталий Рева, Сергей Симоненко, Евгений Чеберячко.

## Личная жизнь
Сосенко живёт в Киеве. Женат, воспитывает дочь Софию.